# Abderramán Yusufi
Abderramán Yusufi (en árabe: عبد الرحمن اليوسفي‎; Tánger, 8 de marzo de 1924 - Casablanca, 29 de mayo de 2020) fue abogado y periodista de profesión, así como creador y dirigente del partido político marroquí Unión Nacional de Fuerzas Populares (UNFP). Además, fue el primer ministro socialista de Marruecos desde el 4 de febrero de 1998 hasta el 9 de octubre de 2002.

## Juventud
Nació en una familia de orígenes tanto bereberes como franceses en 1924, solo un año después de que Tánger fuera declarado como “Zona Internacional de Tánger”, quedando así bajo el control de los países que habían firmado el Acta de Algeciras y siendo un lugar donde confluían muchas nacionalidades distintas. 
Con tan solo 20 años, se afilió al Partido Istiqlal, partido de ideología conservadora que defendía la emancipación y la independencia de Marruecos. Durante todos estos años, trabajó como profesor enseñando árabe y logró captar a muchos obreros y estudiantes gracias a su ideología y a la creación de eventos del partido. 
Estudió Derecho, carrera que se costeó trabajando como obrero y en 1952 se instaló como abogado en su ciudad natal, llegando a convertirse en 1959 en el presidente de la sección de letrados del Colegio de Abogados de la ciudad.

## Primeros años
Yusufi estuvo presente y ayudó en gran manera a la creación del Ejército de Liberación Marroquí, movimiento de lucha armada que surgió por la indignación general de la población tras la decisión del gobierno francés de destronar al sultán Mohammed V ibn Yusuf por sus ideas favorables al nacionalismo y poner en su lugar a Mohamed ben Arafa. Así, nació en Marruecos un movimiento de resistencia armada que tendría un importante papel en la lucha por las independencias y del cual formó parte Abderramán Yusufi.
La crisis marroquí que marcaba este periodo, debido a las sucesivas actividades armadas que el ejército de liberación venía haciendo, así como el aumento del sentimiento nacionalista de la población, obligó a los franceses a negociar con los nacionalistas el retorno del Sultán y la destitución de Ben Arafa a finales de 1955. Días más tarde, Mohammed Vempezaría a negociar el proceso de independencia de Marruecos junto con Francia, proceso que concluiría el 7 de abril de 1956, día en el que Francia renuncia oficialmente a su poder en el país. Después de esto, Marruecos iría también negociando la independencia de las zonas que todavía España controlaba.

## La Unión Nacional de Fuerzas Populares

### Reinado de Mohamed V (1957-1961)
Una vez Marruecos fue independiente y con Mohamed V como monarca, las discrepancias sobre como gobernar y hacer política surgieron en el famoso partido Istiqlal, el partido nacionalista de corte conservador más importante de aquel momento. Esto obligó a la facción más socialista del partido, entre ellos a Mehdi Ben Barka, Abderrahim Bouabid y Abderrahman Youssufi, a crear el día 6 de septiembre de 1959 la Unión Nacional de Fuerzas Populares (UNFP). Partido político que a partir del año 1975 cambiaría el nombre y comenzaría a llamarse Unión Socialista de Fuerzas Populares (USFP). 
Este partido reclamaba la creación de unas elecciones libres, apostaba por una constitución y una serie de reformas laborales y sociales, entre las cuales se incluía la incorporación de las mujeres a la vida pública. Su partido abogaba por una reforma agraria y por la apuesta total de un gobierno democrático y representaba la opción más revolucionaria de los partidos políticos marroquíes. Estos planteamientos tan liberales no estuvieron en ningún momento exentos de polémica, sino que supusieron que Abderráhman Yusufi, siendo redactor jefe del diario At Tahrir (liberación), fuese encarcelado junto con el director del medio por el simple hecho de publicar un editorial que fue considerado injurioso con el rey.
Las primeras elecciones en las que participó este partido fueron las municipales celebradas el 29 de mayo de 1960, en las cuales consiguieron gran importancia a nivel urbano. El monarca, vista la situación política del país, tenía la intención de llegar a un acuerdo con la oposición izquierdista de Marruecos. Por lo tanto, se reunió con varios miembros de la UNFP, entre ellos Yusufi y, a cambio de que ellos aceptaran el régimen monárquico constitucional, el monarca estaba dispuesto a devolverle el poder a Abdallah Ibrahim, quien había sido el primer hombre de izquierdas que había gobernado Marruecos durante 17 meses, entre 1958 y 1960. Sin embargo, este intento de desarrollo y de unión entre la monarquía y la oposición de izquierdas quedó totalmente bloqueado cuando Hassan II accedió al trono.

### Reinado de Hassán II (1961-1999)
El 26 de febrero de 1961 murió el rey Mohamed V y subió al trono su hijo Hassán II, quién aumentó la represión y el autoritarismo en el gobierno. El fallecimiento de Mohamed V cambió por completo la situación política de Marruecos, y supuso una conmoción para toda la población marroquí. Hassan II, quién le sustituyó fue recibido por la sociedad con entusiasmo aunque sus ideas eran bastante diferentes de las de su padre. El nuevo monarca creía que, para continuar con el desarrollo del Marruecos independiente, era necesario optar por un poder real absoluto. La UNFP verá con recelo esta subida al trono y pondrá como cláusula necesaria para acercarse a la monarquía la elección de una Asamblea Constituyente, algo que Hassan II rechazará totalmente. 
La relación entre la UNFP y el actual rey es muy complicada ya que este partido, con Yusufi en sus filas, defenderá a cal y canto el establecimiento de unas instituciones democráticas. Sin embargo, el actual monarca va a eliminar cualquier rastro de la buena relación que Mohamed V había intentado establecer con las izquierdas. En este contexto, Hassan II se ve obligado a cumplir con lo que su padre había prometido años atrás, la instauración de la Constitución. Esta primera constitución de Marruecos de 1962, hecha pública el 5 de noviembre y aprobada por referéndum en diciembre de ese mismo año, será vista como una oportunidad por gran parte de la sociedad. Sin embargo, para Abderramán Yusufi y otros miembros del partido, tiene un carácter muy secreto y arbitrario ya que a pesar de la declaración de esta Carta Magna, la soberanía del monarca era cada vez más individual y absoluta. Debido a esta  razón, los miembros de la UNFP se opusieron a ella y propusieron un boicot el día que se celebró el referéndum.
En mayo de 1963 tuvieron lugar las primeras elecciones legislativas del país, que tuvieron gran importancia para la sociedad, pero también para los partidos, ya que fue la primera vez que pudieron medir su fuerza real en la población. El partido de Yusufi consiguió 28 de los 144 escaños que estaban en juego, pero ganaron los partidos de corte monárquico. Las elecciones no disminuyeron en ningún momento el conflictivo clima que había en el país. Por el contrario, gracias a la clara mayoría que la monarquía había conseguido en ellas, se llevó a cabo una condena judicial a los periódicos de la oposición, entre ellos Ar-Tahrir, dónde Yusufi era redactor jefe. Él y otros 5.000 miembros del partido fueron arrestados tras ser acusados de haber boicoteado las elecciones. Este acontecimiento conllevó consigo un aumento de la tensión entre la izquierda y la monarquía y llevó a Abderramán Yusufi y a otros representantes de la izquierda marroquí a prisión durante 18 meses.
Durante el invierno de 1963 y principios de 1964 tuvo lugar un juicio en el que se juzgó a más de 200 cargos del partido de Yusufi en el que fueron acusados de conspirar contra el monarca y 11 de ellos fueron sentenciados con pena de muerte. El inicio de 1965 fue todavía más convulso ya que se notaba que el país no funcionaba bien. El aumento de las sanciones, la censura y la fuerte represión política, conllevó el inicio de una serie de huelgas y manifestaciones estudiantiles en Casablanca. Poco a poco, se fueron adjuntando otros sectores de la sociedad a estas huelgas, quienes, afectados por la falta de trabajo y una profunda crisis, vieron en estos actos la posibilidad de desahogarse. Esta situación llevó al límite al monarca Hassan II y se vio obligado a proclamar en junio de 1965 el estado de excepción y la suspensión del parlamento. Así fue como Yusufi decidió viajar a la capital francesa, emprendiendo  un exilio que duraría más de 15 años. Durante los cinco años que duró este estado de excepción (1965-1970) en Marruecos, el rey parecía estar muy satisfecho con su trabajo sin tener para nada en cuenta el descontento que reinaba el país. Además, en 1970 se llevaría a cabo una reforma de la constitución, que lo único que hizo, fue reforzar el carácter absoluto de la monarquía.  
Mientras tanto, Yusufi llevó a cabo una importante labor como político desde el exilio, dando a conocer un nuevo sector de la izquierda marroquí que estaba intentando liderar el cambio del país. Además, consiguió desarrollar una gran actividad como activista apoyando toda actividad de defensa de los Derechos Humanos y se convirtió en el encargado de los asuntos internacionales dentro de la Asociación de Abogados Árabes. Durante estos años, la izquierda marroquí no pasaba por un buen momento ya que sus líderes más representativos como Yusufi estaban en el exilio, otros habían muerto y otros aceptaban ya las reglas del juego y el poder cada vez más autoritario de la monarquía marroquí. El 20 de agosto de 1980 el rey liberó de toda causa judicial a Yusufi y el 16 octubre de este mismo año regresó a Marruecos.  
Los primeros años 80 tampoco fueron fáciles para los partidos de la izquierda marroquí. La represión política continuaba y el gobierno había anunciado un aumento en el precio de los productos alimentarios básicos y además, había una gran ruptura de opiniones sobre la cuestión del Sahara. Todo esto, llevó a una serie de manifestaciones que, otra vez conllevarían una represión importante. A principios de los 90, tanto Istiqlal como la USFP, eran los únicos partidos políticos de la oposición que tenían verdadera representación en la sociedad. La situación en el país no mejoraba, ni políticamente ni económicamente. Marruecos seguía teniendo unas desigualdades sociales mayores que en otros países árabes y la gran mayoría de población seguía soñando con el exilio. A todo ello, se sumaba una gran falta de voluntad política por cambiar las cosas. 
En enero de 1992 falleció el histórico líder de la USFP, Abderrahim Bouabid, que había estado al frente del partido desde 1975 y fue Yusufi quien ocupó su lugar como secretario general del partido. Durante estos años combinó su gran actividad política nacional junto con un activismo internacional en el que defendía en gran medida la causa palestina y la creación de un organismo que fuera capaz de instaurar la paz en Oriente Medio. 
Con el objetivo de ganar las elecciones que se celebraron en junio de 1993, Yusufi apostó por unir su partido político a un bloque democrático conocido como “Koutla” (Unidad), del cual formaban parte distintos partidos políticos de la izquierda marroquí. Las elecciones legislativas se celebraron en 1993 y en ellas, los partidos de la Koutla obtuvieron una mayoría importante. Ante esta situación de muestra de una intención y ganas de cambio en la política del país, el rey Hassan II, intentó llevar a cabo una marcha hacia un gobierno de alternancia. Por lo tanto, decidió permitir a la oposición crear gobierno a cambio de que fuera un gobierno estable y que durara tres años. Sin embargo, los partidos que habían vencido se mostraron en contra de esta marcha a la alternancia, que tuvo que esperar hasta 1998.
Meses antes a esta negativa, Yusufi dimitió del cargo de primer secretario del partido, el 18 de septiembre de 1993 y decidió marcharse a Cannes. Su dimisión supuso un gran acontecimiento para la población marroquí, ya que era un hombre muy respetado por la sociedad en general debido a su gran actividad como abogado. El 10 de abril de 1995 tras 17 meses, volvió del exilio y aceptó otra vez el cargo de secretario. 
El monarca llevaba ya largo tiempo planeando el gobierno de alternancia ya que la situación política de Marruecos demandaba cambios. En este contexto, en junio de 1997 tuvieron lugar unas elecciones municipales en las cuales los partidos de izquierdas salieron bastante perjudicados. Sin embargo, nada importaba ya que el único objetivo del monarca era llevar a cabo ese periodo o gobierno de alternancia. Bajo esta coyuntura se celebraron las elecciones legislativas de noviembre de 1997, que no ausentes de controversia, dieron un buen resultado a una USFP que había salido muy perjudicada de las anteriores municipales. Estas sospechosas elecciones conllevaron el nombramiento de Abderramán Yusufi como primer ministro solamente cuatro meses después, en febrero de 1998. Se empezaba así el periodo de alternancia que tanto había deseado el monarca Hassán II.

## Años como primer ministro

### Reinado de Hassán II (1961-1999)
Así, el 4 de febrero de 1998, Yusufi fue nombrado 1.er ministro por Hassán II, a sus 74 años de edad. El objetivo de este nombramiento era conseguir un periodo de transición y alternancia hacia un régimen más democrático. El rey quería instaurar un régimen más abierto que fuera capaz de mantener una unión entre la monarquía y los principales partidos de la oposición de la izquierda marroquí. Sin embargo, este gobierno de alternancia reflejó muchas de las dificultades por las cuales pasa la situación política del Marruecos actual. Su gobierno va a estar formado por 42 ministros, delegados y secretarios que, en 2000 pasarán a ser 33 y se va a caracterizar sobre todo por la apuesta de un sistema económico liberal y por el establecimiento de una buena relación entre la monarquía y la oposición. Yusufi accede al poder en un momento en el que los marroquíes querían cambiar su situación tanto política como económica, por lo tanto, vieron en la figura del nuevo primer ministro una oportunidad. Además, debido al gran tiempo que pasó en el exilio, consiguió crear una buena red de contactos con personalidades tanto del mundo árabe como de Europa ya que dominaba además del árabe, el español y el francés.  
No fue para nada un gobierno fácil ya que nada más empezar se encontró con una serie de problemas puestos por aquellos que habían sido sus socios de partido, los miembros del Istiqlal. Por lo tanto, no consiguió crear gobierno hasta marzo. Después de su nombramiento, el primer ministro dejó constancia de que su objetivo era reformar la justicia y la administración, así como la creación de empleo y la reforma de la educación. Según su punto de vista, todos estos cambios eran necesarios para terminar con el estancamiento político del país.  
Durante todos los años que fue primer ministro, Yusufi, aunque con sus ideas reformistas y progresivas, tuvo que adecuarse a una serie de parámetros que establecía el monarca. Debido a esto, basó su trabajo en el ámbito económico, aumentando las relaciones con países europeos sobre todo con Francia y España. Durante su mandato hubo sobre todo grandes avances en materia de libertad de expresión y en los derechos humanos, destacando por encima de todo la cuestión de la mujer y de la educación y la alfabetización. Sin embargo, aunque parecía que de verdad se estaba llevando a cabo una transición y reforma, únicamente se obedecía a los intereses de una monarquía que seguía teniendo el poder absoluto. Solamente un año después de su nombramiento, empezaron a aparecer muchas voces disidentes y un gran malestar por parte de varios sectores de la sociedad que no veían los avances tanto en libertad de expresión como en materia de empleo que creían que el gobierno de Yusufi iba a ser capaz de liderar. En 1999 fue elegido, además, vicepresidente de la internacional socialista.  

### Reinado de Mohamed VI (1999-Actualidad)
El 23 de julio de este mismo año, Hassán II falleció y Mohamed VI ocupó el trono, manteniendo en la jefatura de gobierno a Yusufi, con quién además tenía una muy buena relación. La muerte de Hassán II supuso un gran acontecimiento para la sociedad marroquí pero, se acogió también con euforia al sucesor Mohamed VI, quien seguiría sin ninguna diferencia, el camino que había iniciado su padre.
Los primeros años del reinado de Mohamed VI estuvieron marcados por una gran incertidumbre, ya que las mejoras esperadas por la sociedad no llegaban. Pero Yusufi se mostraba muy positivo y basada el éxito de su gobierno en cuestiones económicas. Es cierto que la deuda exterior fue a la baja mientras que las inversiones se multiplicaron y se mejoró la cobertura médica. Sin embargo, el gobierno de Yusufi estuvo siempre muy limitado por los medios que la monarquía le ofrecía, muy ajustados en la mayoría de ocasiones. 

A partir de 2000 este gobierno de alternancia liderado por un socialista empezó a crear malestar y agitación en el seno de su propio partido, sobre todo en la generación más joven. A pesar de ser el 1.er ministro socialista que tenía Marruecos, dos años después de haber ocupado el cargo, parecía que no había cumplido con los objetivos ni había satisfecho a la población que había depositado tanta confianza en él. La situación del país no parecía haber cambiado para bien, había un aumento del paro y del desempleo juvenil, lo que conllevó un aumento de la inmigración irregular. Además, aumentaron las movilizaciones por parte de los sindicatos, quienes llegaron a proclamar una huelga general en contra de la política laboral llevada a cabo por el gobierno. Sin embargo, a pesar de las críticas que recibía por gran parte de la sociedad seguía estando muy respaldado por los miembros que formaban su partido. A pesar de las dificultades, Yusufi siempre se mostró muy seguro y esperanzador ante el nuevo gobierno de alternancia, tal y como él mismo escribió en un artículo para El país en 2001:
"Visto en retrospectiva, el advenimiento de un Gobierno de alternancia se produce en un momento histórico inmerso en la modernización de nuestra vida política. Es el resultado de la maduración de un compromiso con la democracia, alcanzando con sacrificio y esfuerzo; una trayectoria en la que se mezclan la clarividencia de un rey y el coraje de un pueblo con la ambición consensuada de inscribir al país en una dinámica de progreso".
En cuanto a cuestiones de política exterior, dejó clara su idea de que el Sahara era tierra marroquí y en la cuestión Palestina defendió la creación de un estado palestino con capital en Jerusalén. Además, organizó incluso manifestaciones que mostraban el apoyo al pueblo palestino. Durante los años que Yusufi ocupó el cargo de 1.er ministro, uno de los temas que más preocupaba a la sociedad era la crisis existente en las relaciones con España que se mostraba ante la dificultad de conseguir acuerdos sobre temas tan relevantes como la inmigración ilegal, la pesca y el narcotráfico.
Bajo el reinado de Mohamed VI Yusufi organizó las primeras elecciones que tuvieron lugar en su mandato, celebradas el 17 de septiembre de 2002. Estas elecciones, a diferencia de la imagen que de ellas tiene la sociedad, estuvieron muy amañadas. En ellas, la USFP obtuvo la mayoría relativa que ya habían conseguido en las elecciones celebradas en 1997 aunque perdió una gran cantidad de votos y cobró gran importancia el partido PJD, el partido islamista marroquí. Fue así como el monarca decidió sustituir a Yusufi como primer ministro y nombró en su lugar a Driss Jettou, un hombre que no formaba parte de ningún partido político pero, que ya había ocupado el cargo de ministro del interior anteriormente. El nombramiento de Driss Jettou no fue bien aceptado ni por los miembros de la USFP ni por Yusufi, quién consideraba que así se ponía fin a esa alternancia democrática. 
Este acontecimiento hizo que el 28 de octubre de 2003 Abderramán renunciara a su cargo como secretario en su partido político y decidiera además retirarse de cualquier actividad política. Falleció el 29 de mayo de 2020 en Casablanca.
| Predecesor: Abdellatif Filali | Primer ministro de Marruecos 1998-2002 | Sucesor: Dris Yetú |